# Caleb Nichol
Caleb Nichol es un personaje ficticio de la serie de televisión The O.C..
Padre de Kirsten Cohen, Hailey y Lindsay. Caleb comenzó siendo el hombre más poderoso de O.C., siendo el presidente de Newport Group, pero se ve obligado en la segunda temporada a dejar la presidencia en manos de su esposa, Julie Cooper. 
Durante la segunda temporada Julie se entera de que Caleb tiene otra hija (Lindsay) y las cosas empeoran entre ellos, a punto de divorciarse, por lo que Julie intenta envenenarlo, sin embargo se arrepiente a último minuto. El mismo día que Julie intento envenenar a Caleb, este muere por causas naturales.
- Datos: Q2260539